# Inside Out (film 2015)
Inside Out è un film d'animazione del 2015 diretto da Pete Docter e Ronnie del Carmen (quest'ultimo in veste di co-regista); prodotto dai Pixar Animation Studios, in co-produzione con Walt Disney Pictures, e distribuito da Walt Disney Studios Motion Pictures.
Il film, scritto da Docter stesso, insieme a Meg LeFauve e Josh Cooley, è il 15º lungometraggio d'animazione Pixar e, insieme a Il viaggio di Arlo, ha segnato la prima volta in cui due film Pixar sono usciti nello stesso anno.
La colonna sonora è stata scritta da Michael Giacchino, qui alla sua seconda collaborazione con Docter dopo Up nel 2009. Nello stesso anno è stato prodotto anche un cortometraggio, spin-off del film, intitolato Il primo appuntamento di Riley, diretto da Josh Cooley.
Acclamato dalla critica e dal pubblico, la pellicola ha ottenuto diversi riconoscimenti, tra cui l'Oscar al Miglior film d'animazione (su due candidature), il Golden Globe e il BAFTA nella stessa categoria.
Nel 2024 è uscito il sequel, Inside Out 2.

## Trama
Riley Andersen è una ragazzina di 11 anni che vive nel Minnesota e nella sua mente vivono e lavorano cinque emozioni personificate: Gioia, che garantisce la sua felicità; Disgusto, che si assicura che Riley non venga contaminata fisicamente e socialmente; Paura, che tiene Riley lontana dai pericoli; Rabbia, che impedisce che Riley subisca ingiustizie; Tristezza, il cui scopo inizialmente non è chiaro. Le cinque emozioni dirigono la mente della ragazza all'interno di un quartier generale e agiscono su una console piena di comandi: ogni volta un'emozione agisce sulla console, Riley fa qualcosa e nella sua mente nasce un ricordo, dall'aspetto di una piccola sfera e del colore dell'emozione legata ad esso. La maggior parte dei ricordi viene spedita nella memoria a lungo termine alla fine di ogni giornata, mentre i cinque ricordi più importanti, detti ricordi base, rimangono nel quartier generale, dove agiscono sulla mente di Riley definendone la personalità. I ricordi base di Riley sono tutti felici (di colore oro) e alimentano le cinque isole della personalità: la Famiglia, l'Onestà, la "Stupidera" (ossia la propensione alle buffonate), l'Hockey e l'Amicizia.
Un giorno la famiglia di Riley è costretta a trasferirsi dal Minnesota a San Francisco a causa del lavoro del padre e Riley non può fare a meno di essere delusa nel vedere la nuova casa, piccola e spoglia. Gioia tenta di mantenere alto l'umore della ragazza, ma viene ostacolata da Tristezza, che inizia a provare l'impulso di toccare, rendendoli tristi, i ricordi felici risalenti al Minnesota; ciò induce Gioia a cercare di tenere Tristezza lontana dalla console.
Al suo primo giorno nella nuova scuola, Riley viene invitata a presentarsi alla classe; quando l'insegnante le chiede del Minnesota, Gioia le fa ricordare i momenti in cui giocava a hockey o pattinava sul lago ghiacciato, ma Tristezza tocca il ricordo felice della ragazza e lo modifica, inducendo la ragazzina a piangere di fronte alla classe, in preda alla nostalgia per i tempi felici trascorsi nel Minnesota, e ciò porta alla nascita di un primo ricordo base triste. Gioia, nel panico, cerca di impedire che il nuovo ricordo prenda posizione insieme agli altri mentre Tristezza cerca di fermarla, ma alla fine le due finiscono entrambe catapultate fuori dal quartier generale insieme a tutti i ricordi base. Senza più ricordi base nella postazione, le isole delle personalità si spengono, diventando grigie e inerti. Per di più, Riley rimane "vittima" di Rabbia, Disgusto e Paura, che cercano senza successo di mantenerla felice provando a impersonare Gioia ma finiscono invece per rendere la bambina irritabile e indisponente. Dopo un po' le isole della personalità iniziano a crollare nel baratro della memoria, una profonda voragine in cui vengono gettati anche dei vecchi ricordi che verranno dimenticati.
Gioia e Tristezza intanto sono catapultate nella memoria a lungo termine, un archivio di scaffali colmi di ricordi dall'aspetto di un labirinto infinito, cercando una strada per il ritorno. Fra gli scaffali incontrano prima due operai che rimuovono alcuni ricordi da buttare nel baratro della memoria (dall'aspetto di sfere grigie) e poi Bing Bong, l'amico immaginario di Riley quando era bambina, che le aiuta a raggiungere il treno dei pensieri, tramite il quale si può arrivare al quartier generale. Mentre si trovano sul treno, però, Riley va a dormire, e quando la ragazzina dorme il treno dei pensieri rimane fermo; per farlo ripartire, i tre decidono di provare a svegliare Riley con un incubo e si recano alla Cineproduzione Sogni, dove i sogni vengono ripresi e inseriti nella mente come in uno studio cinematografico. Dopo un primo tentativo andato a vuoto, poiché con l'assenza di Gioia è Paura a fare il turno-sogni, riescono nell'impresa liberando il gigantesco clown Jangles dalla prigione del subconscio, in cui si trovano le più grandi paure di Riley, e facendolo entrare nel sogno. Svegliata la ragazza, Gioia cerca di raggiungere il quartier generale da sola, impedendo a Tristezza di seguirla; tuttavia, in seguito al crollo dell'isola dell'Onestà, si ritrova nel baratro della memoria insieme a Bing Bong.
All'idea di essere dimenticata e quindi di condannare Riley ad una vita infelice, Gioia scoppia a piangere. Una sua lacrima bagna un ricordo felice e, asciugandolo, scopre che era iniziato come ricordo triste: Gioia osserva allora che Riley era abbattuta per aver sbagliato il tiro decisivo in una partita di hockey e alla fine veniva consolata dalla famiglia e dagli amici. A questo punto, Gioia comprende il ruolo di Tristezza: fare in modo che Riley riceva aiuto dalle persone che le vogliono bene nei momenti di difficoltà. Gioia e Bing Bong tentano di utilizzare il carretto-razzo di Bing Bong per uscire dal baratro della memoria ma inizialmente falliscono. Gioia riesce a uscire dalla voragine solo quando Bing Bong, capendo di essere troppo pesante, decide di sacrificarsi saltando giù dal carretto per poi scomparire, venendo dimenticato.
Nel frattempo al quartier generale, Rabbia, nel tentativo di mettere fine all'infelicità di Riley, aveva insinuato nella sua mente l'idea di fuggire di casa, prendendo un pullman diretto in Minnesota, per creare nuovi ricordi allegri, dal momento che la ragazzina aveva smesso di essere felice proprio dopo il trasferimento; di conseguenza, anche l'ultima isola della personalità, la Famiglia, comincia lentamente a crollare, e la console si spegne, rendendo Riley del tutto priva di emotività. Disperate e pentite, le tre emozioni cercano di rimuovere l'idea dalla console, ma ogni sforzo risulta inutile.
In quel momento Gioia e Tristezza riescono a tornare rocambolescamente al quartier generale. Gioia capisce che è arrivato il momento di lasciare i comandi a Tristezza, che riesce a rimuovere l'idea, inducendo Riley a scendere dall'autobus e a tornare a casa. Una volta di fronte ai genitori, Tristezza rende tristi tutti i ricordi base di Riley, e induce la ragazza a piangere e a esprimere in modo sincero le ansie e le preoccupazioni che l'hanno afflitta sin dall'arrivo a San Francisco. I genitori si rivelano comprensivi nei suoi confronti e la confortano. A questo punto anche Gioia agisce sulla console, permettendo la nascita di un nuovo Ricordo Base, in parte felice e in parte triste, che permette di ricostruire l'isola della Famiglia.
Un anno più tardi, Riley ha 12 anni e si è adattata alla nuova casa, con tutte le emozioni che lavorano insieme per aiutarla a condurre una vita emotivamente molto più complessa, con un pannello di controllo più esteso e nuove isole della personalità prodotte da nuovi ricordi base caratterizzati dalla presenza di più emozioni.

## Personaggi
- Gioia: è la protagonista del film e l'emozione dominante in Riley, nonché la prima emozione a nascere all'inizio del film. Si occupa di garantire la felicità di Riley. All'interno del quartier generale agisce come leader delle altre emozioni; all'inizio prova un certo fastidio nei confronti di Tristezza, in parte dovuto al fatto che non riesce a comprendere la sua utilità. Nel suo viaggio insieme a Tristezza imparerà di aver sbagliato a cercare di escluderla dalle altre emozioni. Il suo colore caratteristico è il giallo. È doppiata in inglese da Amy Poehler e in italiano da Stella Musy.
- Tristezza: è stata la seconda emozione a nascere. Il suo ruolo inizialmente non è chiaro neppure a sé stessa, motivo per cui è ritenuta meno importante delle altre emozioni, le quali si comportano in modo piuttosto insofferente con lei, ma si scopre alla fine che il suo scopo è segnalare il bisogno di Riley di ricevere conforto dalle persone che le vogliono bene. Ha come colore caratteristico il blu. È doppiata in inglese da Phyllis Smith e in italiano da Melina Martello.
- Rabbia: è l'emozione che assicura che Riley non subisca ingiustizie. Ha un atteggiamento iracondo e spara fiamme dalla testa ogni volta che è incollerito o agisce sulla consolle. È caratterizzato dal colore rosso. È doppiato in inglese da Lewis Black e in italiano da Paolo Marchese.
- Paura: è l'emozione che protegge Riley dai pericoli. È, insieme a Rabbia, una delle due emozioni di Riley di sesso maschile. È molto nervoso e tende a spaventarsi facilmente. Il colore che lo contraddistingue è il viola. È doppiato in inglese da Bill Hader e in italiano da Daniele Giuliani.
- Disgusto: è l'emozione che si occupa di garantire che Riley non venga contaminata fisicamente e socialmente. Ha un atteggiamento altero e snob e ogni volta che vede qualcosa di disgustoso, sente il bisogno di vomitare. È contraddistinta dal colore verde e la cosa che più non sopporta sono i broccoli. È doppiata in inglese da Mindy Kaling e in italiano da Veronica Puccio.
- Riley Andersen: è una ragazzina di 11 anni del Minnesota nella cui mente si svolge la storia di Inside Out. La sua personalità ruota intorno a cinque isole della personalità: la famiglia, l'onestà, la "stupidera" (ossia l'attitudine a fare e dire cose buffe), l'hockey (il suo sport preferito) e l'amicizia. È doppiata in inglese da Kaitlyn Dias e in italiano da Vittoria Bartolomei.
- Bing Bong: è stato l'amico immaginario di Riley quando era molto piccola e, da quando quest'ultima è cresciuta, si aggira da solo per la memoria a lungo termine. È una creatura fatta di zucchero filato alla fragola, le cui fattezze sono un misto di diversi animali (gatto, elefante e delfino). Ha un comportamento allegro e infantile e, quando piange, le sue lacrime consistono in caramelle. Verso la fine del film viene definitivamente dimenticato da Riley, dissolvendosi nel baratro della memoria. È doppiato in inglese da Richard Kind e in italiano da Luca Dal Fabbro.
- Jill Andersen: è la madre di Riley. Ha un carattere molto gentile e tranquillo ed è molto affettuosa con la figlia, sebbene, come il marito Bill, commetta l'errore di non accorgersi del disagio di Riley in seguito al trasferimento a San Francisco. È doppiata in inglese da Diane Lane e in italiano da Claudia Catani.
- Le emozioni di Jill: somigliano alle emozioni di Riley, ma sono tutte di sesso femminile e hanno capelli e occhiali che le rendono simili a Jill. A differenza di Riley, l'emozione dominante di Jill è Tristezza.
- Bill Andersen: è il padre di Riley. A causa del suo lavoro deve trasferirsi insieme alla moglie ed alla figlia dal Minnesota a San Francisco. Anche se vuole molto bene alla figlia, con cui è in genere molto dolce, non si accorge del disagio di questa dovuto al trasferimento e, la prima volta che nota il cambiamento della bambina, reagisce arrabbiandosi. È doppiato in inglese da Kyle MacLachlan e in italiano da Mauro Gravina.
- Le emozioni di Bill: somigliano alle emozioni di Riley, ma sono tutte di sesso maschile e hanno vestiti e baffi che ricordano l'aspetto di Bill. L'emozione dominante di Bill è Rabbia.

## Produzione
Le prime informazioni sul film vennero rivelate dalla Pixar alla D23 Expo 2011: «Dal regista Pete Docter arriva un nuovo film che esplora un mondo che tutti conosciamo, ma che nessuno ha mai visto: la mente umana», insieme alla notizia che Michael Arndt avrebbe scritto la sceneggiatura.
Ciascun personaggio che rappresenta un'emozione è stato creato attraverso consulti con psicologi e realizzato con uno specifico aspetto. Gioia ha le sembianze di una stella, Tristezza ricorda una lacrima, Rabbia è simile ad un mattone, Paura assomiglia a un nervo e Disgusto richiama un broccolo (che infatti è uno dei cibi che Riley odia di più). Sebbene sia gialla, Gioia ha i capelli blu ed è avvolta da un'aura blu, a voler sottolineare il suo legame con Tristezza.
Nel progetto iniziale le emozioni dovevano essere sei: oltre a quelle protagoniste doveva esserci anche Sorpresa, un'emozione in seguito scartata perché ritenuta banale. Nella versione originale della storia, inoltre, Gioia doveva viaggiare insieme a Paura e non a Tristezza, ma la storia è stata modificata in corso d'opera.
Inside Out è un film che insegna l'utilità della tristezza: il messaggio di fondo è che la tristezza serve per vivere, quindi va accettata e manifestata, in quanto esprimendosi liberamente quando si è tristi si può tornare a essere felici.
L'indirizzo di casa di Riley a San Francisco è 21 Royal St., nome di un ristorante di Disneyland.

### Titolo
Il film era inizialmente intitolato The Inside Out, mentre il titolo ufficiale del film è stato annunciato via Twitter il 17 aprile 2013 durante il Cinema Con.

### Cast
Il 9 agosto 2014 è stato annunciato il cast vocale della pellicola: Amy Poehler, Mindy Kaling, Bill Hader, Lewis Black e Phyllis Smith.

## Colonna sonora
Il 25 maggio 2014 è stato annunciato che Michael Giacchino avrebbe composto le musiche del film.

## Promozione
Il primo video promozionale è stato distribuito in rete il 2 ottobre 2014. La pellicola è stata presentata al Festival di Cannes 2015 il 18 maggio.

## Distribuzione

### Data di uscita
Il film è uscito negli Stati Uniti il 19 giugno 2015, mentre l'uscita in Italia, inizialmente prevista per il 19 agosto 2015, è stata rinviata al 16 settembre.

### Edizioni internazionali
- Nella versione originale la partita che le emozioni del papà di Riley stanno guardando è di hockey, mentre in Italia è stata modificata in un incontro di calcio.[14]
- In Giappone il cibo che Riley odia sono peperoni verdi, poiché nella cucina giapponese i broccoli sono molto apprezzati.[14]

### Cortometraggio allegato
Come in tutti i film Pixar a Inside Out è abbinato un cortometraggio d'animazione di nome Lava, diretto da James Ford Murphy e prodotto da Andrea Warren.

### Edizione italiana
La direzione del doppiaggio e i dialoghi italiani sono a cura di Carlo Valli, per conto della Dubbing Brothers Int. Italia.

## Accoglienza

### Incassi
Inside Out ha incassato 356461711 $ in Nord America e 502609564 $ nel resto del mondo, per un totale mondiale di 859076254 $.
In Italia ha incassato 25407157 €, miglior risultato per un film Pixar e 29º maggior incasso cinematografico, superando Il re leone e Alla ricerca di Nemo.

### Critica
Il film è stato accolto con entusiasmo dalla critica, sul sito di recensioni Rotten Tomatoes, il film ha il 98% delle critiche positive, con un voti medio di 8,9 su 10 basato su 381 recensioni. Il consenso critico cita: “Inventivo, splendidamente animato e potentemente commovente, Inside Out è un'altra straordinaria aggiunta alla libreria Pixar di moderni classici animati”, su Metacritic ha un consenso di 94 su 100 basato su 55 critiche.

## Riconoscimenti
- 2016 – Premio Oscar
  - Miglior film d'animazione
  - Candidatura alla migliore sceneggiatura originale a Pete Docter, Meg LeFauve e Josh Cooley
- 2016 – Golden Globe
  - Miglior film d'animazione
- 2016 – David di Donatello
  - Candidatura al miglior film straniero
- 2016 – Premio BAFTA
  - Miglior film d'animazione a Pete Docter
  - Candidato alla migliore sceneggiatura originale a Pete Docter, Josh Cooley e Meg LeFauve
- 2015 - Teen Choice Awards[21]
  - Candidatura al miglior film dell'estate
  - Candidatura alla miglior attrice dell'estate a Amy Poehler
  - Candidato alla miglior crisi isterica a Lewis Black
- 2015 – Hollywood Film Awards[22]
  - Miglior film d'animazione
- 2016 – MTV Movie Awards[23]
  - Miglior esibizione virtuale ad Amy Poehler
- 2016 - Annie Award
  - Miglior film d'animazione

## Sequel
Il 10 settembre 2022 viene annunciato il sequel, Inside Out 2, distribuito nelle sale cinematografiche americane il 14 giugno 2024 e in quelle italiane il 19 giugno dello stesso anno.

## Serie televisiva
Una serie animata di 4 episodi basata sul film, Dream Productions, è uscita l'11 dicembre 2024 su Disney+. Si tratta di uno spin-off incentrato sulla casa di produzione che fa fare sogni a Riley.